# Promozione Trentino-Alto Adige 1987-1988
Nella stagione 1987-1988 la Promozione era sesto livello del calcio italiano (il massimo livello regionale). Qui vi sono le statistiche relative al campionato in Trentino-Alto Adige.
Il campionato è strutturato in vari gironi all'italiana su base regionale, gestiti dai Comitati Regionali di competenza. Promozioni alla categoria superiore e retrocessioni in quella inferiore non erano sempre omogenee; erano quantificate all'inizio del campionato dal Comitato Regionale secondo le direttive stabilite dalla Lega Nazionale Dilettanti, ma flessibili, in relazione al numero delle società retrocesse dal Campionato Interregionale e perciò, a seconda delle varie situazioni regionali, la fine del campionato poteva avere degli spareggi sia di promozione che di retrocessione.

## Squadre partecipanti
| Squadra                         | Città                        |
| ------------------------------- | ---------------------------- |
| U.S. Alense                     | Ala (Italia) (TN)            |
| U.S. Borgo                      | Borgo (TN)                   |
| S.S.V. Bressanone / Brixen      | Bressanone (BZ)              |
| S.S.V. Brunico / Bruneck        | Brunico (BZ)                 |
| A.S. Fersina                    | Pergine Valsugana (TN)       |
| U.S. Garibaldina                | San Michele all'Adige (TN)   |
| A.S. Laives / Leifers           | Laives (BZ)                  |
| U.S. Levico Terme               | Levico Terme (TN)            |
| S.V. Natz / Naz                 | Naz-Sciaves (BZ)             |
| F.C. Neumarkt / Egna            | Egna (BZ)                    |
| G.S. Olivolimpia                | Arco (TN)                    |
| A.C. Pinzolo                    | Pinzolo (TN)                 |
| U.S. Rovereto                   | Rovereto (TN)                |
| U.S. Salorno / Salurn           | Salorno (BZ)                 |
| A.S.C. Sankt Martin in Passeier | San Martino in Passiria (BZ) |
| U.S. Terneno / Tramin           | Termeno (BZ)                 |

## Classifica finale
|  | Pos. | Squadra                   | Pt | G  | V  | N  | P  | GF | GS | DR  |
|  | ---- | ------------------------- | -- | -- | -- | -- | -- | -- | -- | --- |
|  | 1.   | Rovereto                  | 52 | 30 | 22 | 8  | 0  | 59 | 8  | +51 |
|  | 2.   | Laives / Leifers          | 35 | 30 | 12 | 11 | 7  | 41 | 22 | +19 |
|  | 3.   | Levico Terme              | 35 | 30 | 11 | 13 | 6  | 33 | 23 | +10 |
|  | 4.   | Termeno / Tramin          | 34 | 30 | 13 | 8  | 9  | 32 | 32 | 0   |
|  | 5.   | Olivolimpia               | 34 | 30 | 11 | 12 | 7  | 27 | 28 | -1  |
|  | 6.   | Pinzolo                   | 31 | 30 | 9  | 13 | 8  | 32 | 34 | -2  |
|  | 7.   | Borgo                     | 31 | 30 | 8  | 15 | 7  | 24 | 28 | -4  |
|  | 8.   | Garibaldina               | 30 | 30 | 9  | 12 | 9  | 21 | 22 | -1  |
|  | 9.   | Sankt Martin Passeier     | 28 | 30 | 7  | 14 | 9  | 27 | 28 | -1  |
|  | 10.  | Fersina                   | 27 | 30 | 7  | 13 | 10 | 33 | 36 | -3  |
|  | 11.  | Bressanone / Brixen       | 27 | 30 | 8  | 11 | 11 | 28 | 32 | -4  |
|  | 12.  | Brunico / Bruneck Auswahl | 27 | 30 | 7  | 13 | 10 | 25 | 32 | -7  |
|  | 13.  | Salorno / Salurn          | 26 | 30 | 10 | 6  | 14 | 41 | 46 | -5  |
|  | 14.  | Neumarkt / Egna           | 25 | 30 | 5  | 15 | 10 | 20 | 28 | -8  |
|  | 15.  | Naz                       | 22 | 30 | 6  | 10 | 14 | 29 | 44 | -15 |
|  | 16.  | Alense                    | 16 | 30 | 5  | 6  | 19 | 16 | 45 | -29 |